# Роза ретроспекција
Ружичаста ретроспекција је предложени психолошки феномен позитивнијег присећања на прошлост него што је она заиста доживљена. Веома непоуздана природа људског памћења је добро документована и прихваћена међу психолозима. Нека истраживања сугеришу да су негативне емоције преувеличане у памћењу, као и позитивне. Упркос томе што је то когнитивна пристрасност која искривљује нечији поглед на стварност, сугерише се да ружичаста ретроспекција служи повећању самопоштовања и осећаја благостања.
Поједностављења и преувеличавања сећања (као што се дешава у ружичастој ретроспекцији) такође могу олакшати мозгу да складишти дугорочна сећања, јер уклањање детаља може да смањи терет тих сећања захтевајући мање неуронских веза. Деклинизам – предиспозиција да се прошлост посматра повољније, а будућност негативније – може бити повезан са когнитивним пристрасностима као што је ружичаста ретроспекција. Ружичаста ретроспекција је веома блиско повезана са концептом носталгије; иако се шири феномен носталгије обично не посматра као заснован на пристрасној перспективи. 
Енглески идиом "ружичасте наочаре" односи се на доживљавање нечега позитивније него што је у стварности. Римљани су повремено помињали овај феномен латинском фразом memoria praeteritorum bonorum, која се на енглески преводи отприлике као „сећање на добру прошлост“, или још идиоматски као „добра стара времена“.

## Истраживања
У једној групи експеримената, интервјуисане су три групе које су одлазиле на различите одморе пре, током и после одмора. Већина је следила образац првобитно позитивног ишчекивања, након чега је уследило благо разочарање. Уопштено говорећи, већина испитаника је повољније прегледала догађаје неко време након што су се догађаји десили него док су их доживљавали.
Пар студија из 2003. рађених на студентима сугеришу да је ружичаста ретроспекција узрокована високим самопоштовањем. Учесници су сваке вечери током седам ноћи бележили дневне догађаје и повезане емоције. Касније су се присетили својих емоција када су их питали о наведеним догађајима. Они са вишим самопоштовањем сећају се да су њихове позитивне емоције биле јаче него што су писали. Нису се јаче присећали ни својих негативних емоција. Међутим, овај резултат је варирао у својој снази и није се јављао доследно.
Студија из 1995. пратила је 30 запослених одраслих током 2 радне недеље, при чему су извештавали о свом расположењу свака 2 сата током будног дана, као и о размишљањима на крају дана и на крају недеље. То указује на ружичасту пристрасност која временом расте. Што се тиче позитивних емоција, показало се да су размишљања на крају дана била јача од просека двочасовних оцена тог дана; такође су рефлексије на крају недеље биле јаче од просека на крају дана. Али за негативне емоције, није било тако значајне разлике ни између просечних сатних и дневних оцена, нити просечних дневних и недељних оцена.

### Претеривање негативних и позитивних емоција
Неке студије су пронашле доказе о пристрасности према преувеличавању негативних емоција ("плава" ретроспектива), као и позитивних.
Студија из 2016. на 179 одраслих пратила је њихово емоционално стање у редовним интервалима током 10 дана, размишљања након једног дана, и поново након 1-2 месеца. Утврђено је да и за позитивне и за негативне емоције, јаче вршне емоције (најјача оцена дана) имају већу вероватноћу да доведу до преувеличаних сећања након размишљања. За разлику од горе наведене студије, није утврђено да се овај ефекат временом повећава. Такође је пронађена негативна корелација са просечном оценом и претераним сећањима; сугеришући да се они који су доследно доживљавали јаче емоције тачније присећају. Поред тога, показало се да је већа вероватноћа да ће екстравертне личности имати „ружичасту“ позитивну пристрасност, док је код неуротичних личности већа вероватноћа да ће имати негативну „плаву“ пристрасност при опозиву.
Рад из 2021. проучавао је групу од 120 швајцарске деце старости око 12 година, да би се касније студија поновила на истој групи деце, три године касније. Деца су недељу дана испуњавала кратке емоционалне упитнике насумично током свог школског дана. Након тога, од њих је затражено да се ретроспективно присете емоција своје недеље. Питани су само за претходну недељу: од 15-годишњака није тражено да се присете својих емоција са 12 година. Пронашли су доказе о „ружичастој“ позитивној пристрасности код дванаестогодишњака. Али ово је било супротно за 15-годишњаке, који су уместо тога показали 'плаву' негативну пристрасност.
Студија из 2003. анкетирала је 41 учесника у време њиховог одмора. Субјекти су предвиђали своје емоције пре него што су отишли, извештавали о својим емоцијама током одмора и присећали се својих емоција после. Заиста је откривен ружичасти ефекат јер су се субјекти присећали (и предвиђали) да су њихове позитивне емоције јаче него што су заправо биле. Али је такође открило да се присећања на негативне емоције присећају и предвиђају интензивније него што је тада пријављено (на страну, једини значајан предиктор жеље за понављањем празника били су опозване емоције, али не и предвиђени извештаји нити извештаји на лицу места ).